# Cinema nel Terzo Reich

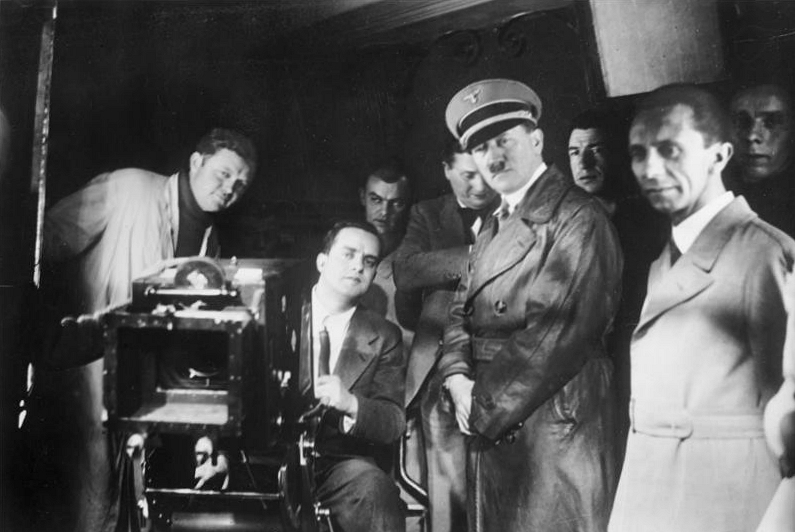
Hitler, Goebbels e altri guardano un film alla sede dell'Ufa, 1935

Il nazismo diede vita a un elaborato sistema di propaganda, con l'uso delle nuove tecnologie pertinenti alla settima arte: il cinema.
Esso si appellava alle masse mediante slogan che puntavano direttamente agli istinti e alle emozioni della gente: per questa ragione non sorprende affatto che i nazisti considerassero il film come uno strumento propagandistico di enorme portata. L'interesse dimostrato da Adolf Hitler e dal suo ministro della propaganda Joseph Goebbels per i film, non fu solamente il risultato di una passione personale.
La strumentalizzazione del film per propaganda fu pianificata dal Partito Nazionalsocialista Tedesco dei Lavoratori nel 1930, allorché il partito stesso creò per la prima volta una sezione dedicata ai film. Film che ebbero, secondo lo storico Saul Friedländer, come tema dominante gli ebrei, considerati "dal mito nazista" da una parte «"un prodotto di scarto" e un "problema clinico" [...]», e dall'altra una minacciaː «l'umanità ariana si trovava dinnanzi il pericolo mortale di un dominio ebraico del mondo [...]». 

## Obiettivi della politica nazista in materia di cinema
Goebbels, che affermava di essere "il Patrono del film tedesco", sosteneva realmente che un cinema che intrattenesse e conferisse fascino al governo sarebbe stato uno strumento propagandistico più efficace rispetto a un cinema nazionale nel quale l'NSDAP e la sua politica fossero stati onnipresenti. Obiettivo principale della politica nazista in materia di cinema fu quella di promuovere l'escapismo, teso a distogliere il popolo e a mantenere alto l'umore di tutti. La propaganda aperta era riservata a documentari e cinegiornali.
Pochi sono gli esempi di film di produzione tedesca risalenti al Terzo Reich che trattino della NSDAP o di organizzazioni di partito come le cellule che andavano sotto il nome di SA (Sturmabteilung), la Gioventù hitleriana (Hitlerjugend) o del Servizio Nazionale dei Lavoratori (Reichsarbeitsdienst). I film propagandistici che si riferiscono direttamente alla politica nazista sono meno di un sesto dell'intera produzione cinematografica nazionale, costituita principalmente da film di intrattenimento leggero.
Le autorità e le sezioni del Partito Nazista responsabili delle politiche in materia di cinema erano la sezione cinematografica del Ministero della Propaganda, la Camera della Cultura (Reichskulturkammer), la Camera del Cinema (Reichsfilmkammer), e la sezione cinema del Dipartimento Propaganda del Partito (Reichspropagandaleitung).

### Misure adottate dalla politica nazista in materia di cinema
Al fine di sottomettere il cinema agli obiettivi della propaganda (Gleichschaltung), il Partito Nazionalsocialista subordinò l'intera industria e l'amministrazione cinematografica al Ministero della Propaganda di Joseph Goebbels, attraverso una graduale nazionalizzazione della produzione e della distribuzione cinematografica.
Fu fondata una scuola professionale gestita dallo Stato per produttori cinematografici che fossero politicamente fidati (Deutsche Filmakademie Babelsberg), e fu resa obbligatoria per tutti gli attori, i produttori e i distributori cinematografici, ecc. l'associazione a un'organizzazione professionale ufficiale (Reichsfilmkammer). La censura, che si era già affermata durante la Prima Guerra Mondiale e la Repubblica di Weimar, fu inasprita, istituendo la figura di un Drammaturgo per i Film del Reich (Reichsfilmdramaturg) che avrebbe dovuto precensurare tutti i manoscritti e le sceneggiature agli stadi iniziali di produzione.
Fu proibita la critica cinematografica e fu istituito un premio cinematografico nazionale (Deutscher Filmpreis). Venne istituita altresì una banca cinematografica (Filmkreditbank GmbH) allo scopo di fornire prestiti a tassi ribassati destinati alla produzione di pellicole politicamente allineate, le quali avrebbero inoltre goduto di benefici fiscali.

### La produzione cinematografica

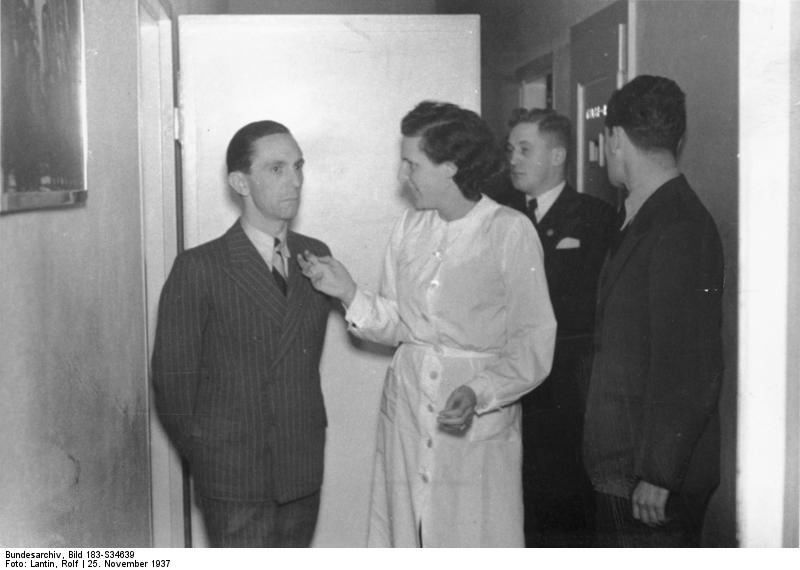
Visita di Goebbels durante la produzione di Olympia insieme con la regista del film Leni Riefenstahl (25 dicembre 1937)

A metà degli anni trenta l'industria cinematografica tedesca affrontò la più grave crisi di sempre. In primo luogo, molti degli attori e dei produttori più capaci avevano lasciato il Paese dopo la salita al potere del governo nazionalsocialista; altri erano stati proibiti dalla nuova Reichsfilmkammer. Essi avevano lasciato un vuoto che l'industria cinematografica non era in grado di riempire facilmente. In secondo luogo, gli attori e produttori rimasti colsero l'opportunità di richiedere salari più elevati, il che innalzò notevolmente i budget di produzione. Di conseguenza divenne sempre più difficile coprire i costi di produzione. In terzo luogo, l'esportazione di film tedeschi scese drammaticamente a causa di boicottaggi internazionali. Nel 1933, le esportazioni avevano coperto il 44% delle spese di produzione cinematografica; nel 1937, la percentuale scese a un misero 7%.
Sempre più case di produzione cinematografica andarono in bancarotta. Il numero di ditte del settore scese da 114 (1933-35) a 79 (1936-38), a 38 (1939-41). Questo non necessariamente portò a una diminuzione del numero di nuovi film, poiché le case sopravvissute divennero più prolifiche, producendo molti più film.
Il consolidamento dell'industria cinematografica costituì indubbiamente un beneficio per il governo nazionalsocialista. Da un lato un'industria cinematografica malata e poco proficua non sarebbe servita a molto per gli scopi propagandistici. Dall'altro un piccolo numero di grandi case produttrici cinematografiche era più facilmente controllabile di quanto lo sarebbe stata una moltitudine di aziende di piccole dimensioni. Goebbels si spinse ancora più avanti e diresse una holding – la Cautio Treuhand GmbH – al fine di acquistare la maggioranza delle azioni delle case produttrici rimanenti. Nel 1937 la Cautio acquisì la maggiore ditta di produzione in Germania, la UFA, fondendola nel 1942 con le case produttrici rimanenti – Terra Film, Tobis, Bavaria Film, la Wien-Film e la Berlin-Film – a costituire il cosiddetto "Gruppo Ufi". In un sol colpo l'intera industria cinematografica tedesca era stata praticamente nazionalizzata, ma a differenza della situazione che si era andata creando sotto lo stalinismo, la produzione cinematografica tedesca mantenne il proprio carattere di industria privata.
Sebbene Goebbels avesse fondato la Filmkreditbank GmbH allo scopo di fondare l'industria, i fondi pervennero da parte di investitori privati. Cosicché nella Germania nazionalsocialista non vi erano sussidi governativi destinati all'industria cinematografica. Perciò l'industria fu costretta a rimanere florida e a produrre film che incontrassero ciò che il pubblico si aspettava. Fritz Lang sostenne che Goebbels gli avesse inizialmente proposto di divenire il regista ufficiale del Terzo Reich, ma dopo la fuga di Lang negli Stati Uniti, la principale colonna del cinema nazista divenne Leni Riefenstahl, di cui uno dei film maggiori fu Il trionfo della volontà.

### La produzione di film antisemiti voluta da Goebbels e supervisionata da Hitler
Uno dei temi principali del cinema prodotto dal Reich, riguardò pellicole violentemente antisemite. Lo storico della Shoah, Saul Friedländer nella sua opera Gli anni dello sterminio - La Germania nazista e gli ebrei (1939 - 1945) dedica ampi paragrafi al tema, identificando nel suo Ministro della Propaganda, Joseph Goebbels, l'ispiratore di tale "politica".
Dopo l'inizio della guerra, Goebbels ordinò che fossero prodotti tre film e precisamenteː Die Rothschilds (I Rothschild); Der ewige Jude (L'ebreo errante) e Jud Süß (Süss l'ebreo), i tre film come afferma lo storico cecoslovacco, furono probabilmente prodotti con lo scopo di "controbilanciare", se non "ribaltare", i giudizi su film già esistenti prima dello scoppio della guerra, ovveroː The House of Rothschild, The Eternal Jew e Jew Süss che denunciavano "il clima" antisemita che nei secoli gli ebrei avevano sperimentato sulla loro pelle, inoltre queste precedenti pellicole prodotte nel 1933 e nel 1934 dalla statunitense Twentieth Century Pictures e dalle britanniche Gaumont-Twickenham e Gaumont-British davano degli ebrei una visione piuttosto positiva. Goebbels, come nota Friedländer, era «concentrato fortemente» su quei tre film tanto da consultare Hitler regolarmente. Il führer da parte sua non lesinava consigli e dopo ogni visione chiedeva «regolarmente delle modifiche» a Goebbels, soprattutto per il film Der ewige Jude.
Nel suo diario in data 16 ottobre 1939, Goebbels scrive, compiaciuto, l'enorme interesse dimostrato da Hitler per il film Der ewige Jude che doveva essere, nelle sue intenzioni, «un film di propaganda di prima categoria». Il giorno dopo Goebbels ritorna a scrivere sul suo diario su quel film le cui riprese si stavano realizzando nel Ghetto di Łódź in Polonia, e scriveː «Riprese test [...]. Immagini dal film sul ghetto, mai esistite prima. Descrizioni così terribili e brutali nei loro dettagli che ci si sente gelare il sangue. Ci si ritrae orripilati da tanta brutalità. Questi ebrei devono essere sterminati». Dopo il 24 ottobre e il 28 ottobre il ministro della Propaganda ritorna a scrivere sul suo diario il 2 novembre 1939, ovvero dopo che ha raggiunto a Łódź il luogo delle riprese, i commenti che mette per iscritto sono i seguentiː «Attraversiamo il ghetto. Usciamo e osserviamo tutto nel dettaglio. Una cosa indescrivibile. Questi non sono più esseri umani, sono animali. Quindi non è un compito umanitario ma chirurgico. Bisogna recidere, qui, in maniera radicale. Altrimenti l'Europa morirà a causa della malattia ebraica». Il 19 novembre parla a Hitler del film e annota sul diario che «Lui fornisce alcuni suggerimenti».
Ma il vero "capolavoro" dei tre film commissionati da Goebbels in cui saranno presenti molti elementi negativi e ripugnanti dell'ebreo della "propaganda" nazista, «la più efficace di tutte le produzioni antiebraiche», per tema, numero di spettatori e critica, è il film Jud Süß (Süss l'ebreo). La trama riguarda l'ebreo Süss (interpretato dall'attore austriaco Ferdinand Marian), un ebreo, spiega Friedländer, che diventa consulente finanziario di Carlo I Alessandro che nel 1772 diventa duca di Württemberg e che «apre le porte di Stoccarda a orde di ebrei, estorce denaro ai sudditi di Carlo I Alessandro con i metodi più subdoli, seduce un gran numero di bellissime vergini tedesche, soprattutto la squisita Maria Dorothea Sturm, che cede per salvare la vita del marito, il giovane notaio Darius Faber, minacciata da Süss. Dopo essersi concessa all'ebreo, Maria Dorothea si toglie la vita. Quando Carlo I Alessandro muore improvvisamente di infarto, Süss viene arrestato, processato, condannato a morte e impiccato in una gabbia» con gli ebrei che sono espulsi da Württemberg. Su tutto l'influenza demoniaca di un rabbino, Loew, un cabalista che sta dietro il comportamento criminale di Süss, figura emblematica che il regista razzista Veit Harlan introduce alla fine del film facendolo indugiare sullo sfondo.
Il film presentato al Festival del cinema di Venezia del 1940 riscuote «straordinarie acclamazioni». Viene acclamato, nota Friedländer, anche da un giovane Michelangelo Antonioni che si complimenta scrivendo «Non esitiamo a dire che, se questa è propaganda, allora diamo il benvenuto alla propaganda [...] è un film potente, incisivo, estremamente efficace [...]. Non c'è un solo episodio in disarmonia con un altro. È un film di assoluta unità ed equilibrio [...]. L'episodio in cui Süss viola la ragazza è realizzato con stupefacente abilità». Presentato a Berlino il 24 settembre del 1940 con Goebbels è presente un vasto pubblico e quasi tutto il gabinetto del Reich. Il film riscuote un grande successo. «Il giorno dopo il ministro della Propaganda era ancora più fieroː "Il Führer è molto colpito dal successo di Jud Süss. Tutti lodano profusamente la pellicola; se lo merita». Nel 1943, il numero di spettatori che aveva visto il film e ne era stato profondamente influenzato «aveva raggiunto i 20,3 milioni». L'Osservatorio Antisemitismo della Fondazione centro di documentazione ebraica contemporanea lo stigmatizza come «[...] il film più razzista mai girato».

### La distribuzione cinematografica
La concentrazione ebbe luogo anche nel campo della distribuzione. Nel 1942 la Deutsche Filmvertriebs GmbH (DFV), di proprietà della UFA, prese il posto di tutte le case produttrici rimaste fino a quel momento. Per l'esportazione di pellicole verso Paesi esteri furono create speciali società, come la Cinéma Film AG.
Sin dai giorni della Repubblica di Weimar esisteva anche un esteso sistema di servizi di noleggio di pellicole educative, che era stato esteso sotto l'amministrazione nazionalsocialista. Nel 1943 vi erano 37 servizi regionali e 12.042 servizi cittadini. In parallelo la sezione Propaganda del Partito (Reichspropagandaleitung) gestiva la propria rete di servizi di noleggio di film educativi, la quale comprendeva 32 Gaue, 171 distretti e 22.357 servizi locali. Tutti i servizi di noleggio di pellicole avevano estese collezioni di film e disponevano altresì di proiettori per pellicole da 16 mm a noleggio, che rendevano possibile la visione dei film in qualsiasi aula scolastica o universitaria e in occasione delle riunioni della Gioventù hitleriana.

### I cinema
A parte la catena di teatri di proprietà della UFA, i cinema non erano nazionalizzati. La maggior parte dei 5.506 teatri esistenti nel 1939 nel cosiddetto Altreich (l'"Antico Reich", ossia la Germania senza l'Austria e la Terra dei Sudeti, Sudetenland) era costituita da piccole aziende gestite da privati. Comunque una grande quantità di norme e regolamenti stabiliti dalla Reichsfilmkammer limitava considerevolmente la libertà imprenditoriale dei cinema. Era per esempio obbligatorio inserire un documentario e un cinegiornale in ogni programma di carattere cinematografico. Secondo una legge del 1933 (il "Gesetz über die Vorführung ausländischer Bildstreifen" del 23 luglio 1933) il governo era anche autorizzato a proibire la presentazione di film stranieri. Una quota di importazione di film esteri era stata stabilita durante la Repubblica di Weimar e durante la Seconda guerra mondiale, l'importazione di film provenienti da determinati Paesi fu completamente interdetta. Ad esempio, a partire dal 1941, la presentazione di pellicole americane divenne illegale.
Al fine di incrementare l'effetto propagandistico, i nazionalsocialisti incoraggiarono spettacoli cinematografici in grandi cinema con molti spettatori in cui il sentimento di essere parte della moltitudine era così coinvolgente per il singolo spettatore che non vi era molto posto per la percezione critica dei film. Le manifestazioni cinematografiche avevano luogo anche all'interno di caserme militari e di fabbriche. La Gioventù hitleriana organizzò speciali programmi cinematografici (Jugendfilmstunden) in cui erano proiettati cinegiornali e film propagandistici. Al fine di portare le proiezioni cinematografiche anche nelle aree rurali e più remote, il Dipartimento Propaganda del Partito (Reichspropagandaleitung) mise in funzione 300 autocarri-cinema e due treni-cinema che contenevano la necessaria strumentazione per spettacoli cinematografici da tenersi ad esempio in locande nei villaggi.
Il fatto che a Goebbels e ad altri politici connessi al cinema non piacessero gli spettacoli cinematografici individuali e più privati fu probabilmente il motivo per cui essi non fecero alcuno sforzo volto a sviluppare la televisione – a quel tempo una tecnica che era pronta a essere applicata – quale nuovo mass media. La propaganda cinematografica aveva la più estrema priorità anche nelle condizioni più difficili degli ultimi anni della Seconda guerra mondiale. Mentre scuole e teatri avevano smesso la loro attività nel 1944, i cinema continuarono i loro spettacoli fino alla fine del conflitto. A Berlino per esempio, unità antiaeree furono specialmente approntate a protezione dei locali cinema nel 1944.
Sempre nell'ambito della propaganda, dopo fortunati studi eseguiti nel XXI secolo si è scoperto che alcune delle foto e video dell'epoca sono state effettuate con l'uso della tecnologia tridimensionale e mediante l'utilizzo di fotocamere stereoscopiche. Un esempio viene dal libro intitolato Die Soldaten des Führer im Felde, al cui interno si trovavano appositi occhiali per la stereoscopia.

### Lo star system
Le star del cinema c'erano sempre state in Germania, ma non era ancora esistito uno star system comparabile a quello di Hollywood. Al fine di migliorare l'immagine della Germania nazista, Goebbels fece grandi sforzi per formare uno star system. Dopo che Marlene Dietrich e Greta Garbo se n'erano andate a Hollywood e non potevano essere persuase a servire l'industria cinematografica nazionalsocialista quali figure rappresentative, furono promosse nuove stelle del cinema. L'esempio più famoso è costituito dall'attrice svedese Zarah Leander, la quale fu assunta dalla UFA nel 1937 e divenne la più famosa e più pagata star del cinema tedesco nel giro di pochi anni. La campagna pubblicitaria per la Leander fu gestita dall'ufficio stampa della UFA, che nascose il suo passato quale attrice già ben conosciuta in Svezia e puntò il proprio denaro piuttosto sul suo carisma come cantante dotata di una voce eccezionalmente profonda. L'ufficio stampa dell'UFA fornì ai quotidiani dettagliate istruzioni circa il modo in cui la nuova star avrebbe dovuto essere presentata e anche l'attrice stessa ricevette dettagliate istruzioni da seguire quando fosse apparsa in pubblico. Questo tipo di pubblicità delle star cinematografiche non era mai esistito prima in Germania.
Importanti figure politiche come Adolf Hitler, Joseph Goebbels e Hermann Göring apparivano in pubblico affiancate da attori cinematografici famosi tedeschi. Si pensava che in particolare le star femminili avrebbero dato glamour alle manifestazioni secche e dominate dagli uomini del Partito Nazista. Commensali preferiti per le cene di Hitler erano le attrici Ol'ga Čechova e Lil Dagover; nel 1935 Hermann Göring sposò la popolare attrice Emmy Sonnemann. Sono altresì note le relazioni di Goebbels con diverse star del cinema.
La vicinanza personale ai leader politici divenne un fattore determinante per il successo nelle carriere degli attori cinematografici (la morte in giovane età di Renate Müller sembra essere dovuta alla sua scarsa collaborazione rispetto alle richieste del regime). Un sistema informale di elenchi determinava con che frequenza un attore avrebbe dovuto essere ingaggiato. Le cinque categorie andavano dall'"ingaggiare a tutti i costi anche senza ferie" (per esempio Zarah Leander, Lil Dagover, Heinz Rühmann) all'"ingaggiare solo in circostanze di necessità".
Quanto cruciali fossero le star cinematografiche per l'immagine del governo nazionalsocialista appare evidente anche dai benefici fiscali che Hitler deliberò nel 1938 per attori e registi cinematografici famosi. Da allora in poi avrebbero potuto dedurre il 40% del loro compenso come spese professionali. Ma la fine la Seconda guerra mondiale umiliò le star del cinema tedesco. Esse si esibivano su piccoli palcoscenici al fronte come intrattenitrici delle truppe o raccoglievano denaro a favore dell'Organizzazione Ricreativa Invernale Tedesca (Winterhilfswerk). Sebbene la maggioranza delle star maschili fosse esente dal servizio militare, alcuni – come il famoso Heinz Rühmann – presero parte alla guerra come soldati, spesso accompagnati dalle troupe cinematografiche dei cinegiornali.